# Poal Cairo
Poal Cairo is een Nederlands acteur.
Hij verscheen in de Nederlandse film Helium in de rol van Elias Wattimena. Ook was hij te zien in de films Het echte leven, als Jules, en Paardenkracht, als de vader van McDonald.